# 顾雏军
顾雏军（1959年5月5日—），出生于江苏泰县（一说生于江苏扬州，籍贯为江苏泰县），是一位中国企业家，毕业于江苏工学院（今江苏大学）和天津大学，毕业后在天津大学热能研究所从事科研工作，提出了“顾氏循环理论”，还发明了格林柯尔制冷剂。1988年下海经商，先后创立了华瞾能源工程公司和格林柯爾公司，2001年格林柯爾收购科龙电器后，顾出任科龙董事长一职，直至2005年。2008年因虚报注册资本罪、虚假财会报告罪、挪用资金罪、职务侵占罪被判处有期徒刑10年，2012年提前出狱，此后顾宣称其无罪。2019年4月10日，最高人民法院对顾雏军再审案进行公开宣判，顾雏军被改判有期徒刑5年。
顾雏军所提出的“顾氏循环理论”、在海外的经历，以及之后的相关判决，均存在一些争议。

## 生平

### 早年经历
顾雏军出生于知识分子家庭，是家中长子。由于父亲顾善鸿常年在外地工作，因此他的青年时代是在一个叫仓场的江边小村中，和母亲、弟弟一起，在文革时期度过的，也有过上山下乡当知青的经历。
1977年恢复高考时，顾雏军已经初中毕业并参加工作，但他仍在众多考生中脱颖而出，以优异的成绩考入江苏工学院（今江苏大学）动力工程系，毕业后获工学学士学位；1981年考入天津大学，在热物理工程系读研究生，获研究生学位。他也是江苏工学院当届学生中，唯一一位考取了外校研究生的学生。毕业后顾雏军留校，在天津大学能源研究所和江苏工学院动力系从事科研工作，主要从事热力学理论、非共沸工质、换热器和地热利用等方面的研究。在此期间，顾雏军专注于制冷剂的技术研发，还在学术期刊上发表了多篇论文。由于这一原因，他在二十多岁时便有了“顾教授”的外号。1986年，顾雏军发表了被称为“顾氏循环理论”的论文，论证了一种能替代氟利昂的热力循环节能新技术，其宣称是当时世界上“所有制冷、空调、热泵及热流体循环中最佳的热力循环系统”，这一技术在1989年被媒体公开报道。顾雏军的这篇论文为他赢得了最初的名声，而他也很快成为了中国著名的热循环专家和热能工程师。
“顾氏循环理论”提出后，引发了大部分专家的争议，并未得到制冷行业主流专家学者的认同。顾的研究生导师、天津大学教授吕灿仁认为“顾氏循环理论是骗人的”。1992年9月，国家科委有关部门在北京召开了关于“顾氏循环”技术推广的可行性论证会议，大部分学者认为“顾氏循环”只是“‘劳伦兹循环’的重述”。而全国制冷标准化技术委员会秘书长曹德胜表示，“顾氏循环理论”的说法早在1990年代初已被否定，顾称这一理论曾“列入中学教科书”，则是子虚乌有。1994年8月13日，《上海科技报》发表了署名为记者朱克华的文章《一个神话的破灭——顾氏循环的前前后后》，该文章及随后举行的“清除伪劣科技‘顾氏循环’座谈会”对顾雏军及其公司发生了“重大影响”，并导致顾雏军本人于1995年先后两次对相关单位及个人提出了“侵害名誉权”指控。直到1996年，学界关于顾氏理论的争执终于平息下来。

### 下海经商
1988年，顾雏军辞去在大学的所有职务，赴北京创业，注册成立华瞾能源工程公司。当年9月，顾雏军成功发明了格林柯尔制冷剂。以制冷剂专利为基础，顾雏军携他的“顾氏热力循环系统”，进入家电行业。
1990年，华瞾能源工程公司在惠州设立“惠州华瞾空调制冷设备有限公司”，专门生产小型窗式空调，品牌为“小康”牌。当时正好是中国空调行业起步阶段，利润空间很大，市场上对这种产品的需求也比较旺盛。因此在投资初期，他的空调产品经营的相当不错。据一份华瞾集团的宣传资料宣称，1991年该公司共生产空调4.3万台，1992年预计达到6万台。
1991年4月至1994年2月，在由国家家用电器质量监督检测中心、国家日用电器质量监督检测中心、广东省产品质量监督检验中心等机构进行的抽检中，华瞾公司所生产的“小康空调”的安全性能和制冷性能，多次均未达到国家标准，被判定为“不合格产品”。1993年7月，惠州市技术监督局前往华瞾公司检查其整改落实情况时，发现华瞾公司并未按整改报告中提出的措施进行整改，仍照旧生产销售。随后惠州市经委、市经济协作办公室和市技术监督局1993年7月20日联合发文，责令华瞾公司立即停产整顿。但顾雏军等人仍不配合，最终惠州市技监局做出处罚决定，责令华瞾公司停止生产销售，没收违法生产的897台空调，并处以600万元（人民币，下同）的罚款，同时没收生产工具、设备和原材料。然而在处罚决定书送达时，惠州市技术监督局发现，华瞾公司擅自解封了被查封的897台空调，其中有395台不知去向。而顾雏军还将惠州市技术监督局告上法庭，企图挽回损失，最终一审、二审均败诉。此后这些被查封的空调放置于天津格林柯尔公司的仓库。
1989年（一说1991年），顾雏军在英国成立首家分销公司。1992年，他又在加拿大成立格林柯尔股份有限公司，1993年业务拓展至美国，成立研究所、建立了一个小型工厂（然而关于顾雏军在海外的经历存在多种说法，因而引发争议）。1995年，顾雏军回国，在天津创办格林柯尔制冷剂（中国）有限公司，他利用向一些投资机构融得的资金，并投资5000万美元，在天津建成了当时亚洲最大的非氟制冷剂生产基地，其中顾雏军个人持有76％的股权。此前，他已经在英属维尔京群岛注册了十余家以格林柯尔（Green Cool）开头的公司。
1998年至1999年，顾雏军又分别在北京、海南、深圳、湖北建立格林柯尔环保工程公司，这些公司后来基本都演变为格林柯尔在各地的分公司。2000年，由顾拥有的、分布于北京、海南、深圳、湖北的四家环保工程公司整合捆绑后，被注入在开曼群岛注册的格林柯尔科技控股有限公司，并于2000年7月成功在香港创业板上市，之后随即融资5.46亿元，顾雏军以70%的控股比例成为最大股东。根据格林柯尔2000年年报显示，该公司2000年总收入为3.64亿元人民币，是1998年收入的3300倍；利润则达到2.69亿元，纯利率约70％。由此，格林柯尔一举成为香港创业板盈利第一的公司。

### 收购投资
2001年10月31日，顾雏军旗下顺德格林柯尔出资3.48亿元人民币，收购科龙电器26.43%的股权，取代顺德市容桂镇政府所属的广东科龙（容声）集团有限公司，成为科龙电器的第一大股东，顾雏军也因此出任科龙电器董事长一职。尽管面临各方对其公司业绩、收购资金来源等问题的质疑，顾雏军旗下的格林柯尔系企业仍然迅速地完成了多笔收购。
2002年开始，由顾雏军控股的科龙电器先后收购了中国多家冰箱企业及生产线，如江西齐洛瓦、吉林吉诺尔、上海上菱电器、上海阿里斯顿等，并在全国兴建了众多的科龙工业园区。2003年5月，顺德格林柯尔以2.07亿元的价格收购了安徽美菱电器20.03%的股份，成为美菱电器最大的股东。此后格林柯尔又收购了亚星客车60.67%的股权、ST襄轴29.84%的股权，还全资收购了两家欧洲汽车公司。至此，格林柯尔系已经拥有了4家A股上市公司、1家香港创业板上市公司，形成了以冰箱、空调、制冷剂为主的家电产业链以及汽车产业链。顾雏军曾多次登上各机构发布的富豪排行榜，2003年，顾雏军因“在国企改制中作出了重大贡献”，被中国中央电视台评选为“中国年度经济人物”。
格林柯尔系的收购、崛起速度之快引发了社会的质疑。2004年，香港中文大学教授郎咸平在复旦大学以《格林柯尔：在“国退民进”的盛宴中狂欢》为题发表演讲，认为顾雏军在“国退民进”过程中“席卷国家财富”。顾雏军则直接反驳称“郎咸平对企业一窍不通，是个到处收钱做广告的明星”。一周后，顾雏军在香港以诽谤罪起诉郎咸平。这一争论也成为了“郎顾之争”，急速演化为公共事件，也引发了一场关于国有资产流失的激烈讨论。

### 违法被查与被逮捕
2005年2月，广东证监局申请对科龙电器进行立案调查，随后将调查情况上报到中国证监会。中国证监会先对科龙立案调查，又向中华人民共和国公安部发出《关于将广东科龙电器股份有限公司董事长顾雏军等人涉嫌犯罪行为案移送公安机关的函》，并在函中罗列八大罪状。2005年7月28日，顾雏军被刑事拘留；同年8月1日，新华社证实了佛山市公安局已对他立案侦查，并采取刑事强制措施。8月13日，科龙电器宣布罢免顾雏军在科龙电器的所有职务，科龙电器也被佛山市人民政府临时接管。12月30日，科龙电器称公司董事会初步调查发现，顾雏军及其关联公司通过多种途径侵占公司资产，董事会正在采取必要的法律行动向顾雏军及其关联公司进行追偿。据顾雏军案的代理律师陈有西表示，顾雏军案的起因是一封诬告信，他于2004年12月1日接到广东证监局的一封询问函，内容是有人举报他们用其旗下的科龙电器的2.76亿美元的资产，为格林柯尔的银行贷款进行担保。顾雏军接到询问函后，随即向银行方面进行了当面的核实，派人去调查。后经银行确认并盖公章证明，顾雏军无2.76亿美元的保函。
2006年7月8日，顾雏军在狱中给中纪委写的第二封举报信声称，广东证监局局长刘兴强、中国证监会副主席范福春接受某公司贿赂，欲恶意收购科龙的股权，因而对其及同事进行陷害。
2006年7月，中国证监会对顾雏军给予警告、30万元罚款，并实施永久性禁入證券市場。2008年1月，顾雏军被判有期徒刑共10年。2012年9月6日，顾雏军提前释放。

### 案件再审
2012年9月14日，他在北京举行了出狱后的首次媒体发布会，宣称自己无罪，并举报证监会前副主席范福春、证监会广东证监局局长刘兴强、前公安部部长助理郑少东、广东省副省长陈云贤四人贪赃枉法。
2014年1月17日，广东省高级人民法院决定受理顾雏军对该法院2008年作出的终审判决的申诉，对其是否符合再审立案条件进行审查。2017年12月，与证监会对簿公堂后，顾雏军胜诉。
2014年8月11日，顾雏军在其微博账号发文称在2006年顾雏军案审理期间，最高检察院领导曾集体认定‘本案立案动机不纯，不符合立案条件，应做不起诉处理’的决定的，最高检的领导于2006年3月25日发函指示广东公安放人，同时为了拯救格林柯尔系五家上市公司已到了最后关头的重组，保护已经面临下岗的55000名员工的切身利益，最高检在2006年3月28日又追加了一道指示放人的督办函。但在顾即将被释放的几个小时前，时任中共中央政治局委员、中央书记处书记、国务委员、中央政法委副书记、公安部部长周永康违法打电话给广东公安，不许广东公安放人。
2015年5月25日，顾雏军发布长微博，向广东省纪委实名举报佛山中院院长陈陟云等人通过勾结银行，操控广东格林柯尔6.8亿元股权转让款现金，非法侵占巨额定期与活期存款息差及非法理财所得。
2017年12月28日，最高人民法院公布人民法院依法再审三起重大涉产权案件，其中包括顾雏军案。据最高人民法院消息称，该案将由最高人民法院第一巡回法庭提审。2018年1月3日，最高人民法院提审的原审被告人张文中诈骗、单位行贿、挪用资金案和原审被告人顾雏军虚报注册资本，违规披露、不披露重要信息，挪用资金案合议庭已经组成，审判者为孙华璞。
2018年3月9日，有关顾雏军案再审的内容被写入最高人民检察院的工作报告，该报告由最高人民检察院检察长曹建明在第十三届全国人民代表大会第一次会议上发表。
2018年6月13日上午8时30分，最高人民法院开庭审理顾雏军等虚报注册资本、违规披露、不披露重要信息、挪用资金再审案。
2019年4月10日，最高人民法院第一巡回法庭对顾雏军等人虚报注册资本，违规披露、不披露重要信息，挪用资金再审一案进行公开宣判，法院判决撤销原判对顾雏军犯虚报注册资本罪，违规披露、不披露重要信息罪的定罪量刑部分和挪用资金罪的量刑部分，对顾雏军犯挪用资金罪改判有期徒刑5年。同时，案件后续的国家赔偿等工作将依法进行。
2022年1月7日，广东省高级人民法院对顾雏军申请国家赔偿案作出决定，决定赔偿顾雏军人身自由赔偿金28.7万余元，精神损害抚慰金14.3万元，返还罚金8万元及利息。顾雏军对广东省高级人民法院决定不服，向最高人民法院赔偿委员会申请作出国家赔偿决定，请求按照其工资收入损失等情况，赔偿其人身自由赔偿金7000万元、精神损害赔偿金5000万元，并赔偿相关财产损失。
2023年4月26日，最高人民法院赔偿委员会決定维持广东省高级人民法院作出的国家赔偿决定。